# Mucositis
La mucositis es la inflamación de las membranas mucosas del revestimiento del tracto gastrointestinal (GI). Normalmente se trata de un efecto adverso de los tratamientos de quimioterapia y radioterapia del cáncer. También se han reportado casos en personas expuestas a agrotóxicos. Puede presentarse en cualquier punto del tracto gastrointestinal, pero el término mucositis oral se refiere exclusivamente a la inflamación y ulceración de la mucosa bucal. La mucositis oral es una complicación frecuente y a menudo debilitante del tratamiento del cáncer.
La mucositis oral y gastrointestinal puede llegar a afectar al 100% de los pacientes sometidos a dosis altas de quimioterapia y/o a trasplantes de células madre hematopoyéticas (TCMH), a un 80% de los pacientes con tumores en la cabeza y en el cuello que están recibiendo radioterapia, y a un porcentaje menor de pacientes que están siendo tratados con quimioterapia. La mucositis del tracto alimentario aumenta la mortalidad y contribuye al incremento del coste sanitario.
La incidencia de mucositis oral y mucositis gástrica en pacientes sometidos a quimioterapia es del 5-15%. Sin embargo, con 5-fluorouracilo (5-FU), hasta un 40% de pacientes presenta mucositis, y entre el 10 y 15% la sufre de grado 3-4. El Irinotecán se asocia con mucositis grave del tracto GI en más del 20% de pacientes. Un 75-85% de los pacientes que reciben trasplantes de médula ósea presentan mucositis, siendo esta el efecto adverso más común y debilitante. Los regímenes que incluyen melfalán se asocian a tasas elevadas de mucositis oral. Cuando esta es de grado 3, el paciente no es capaz de ingerir líquidos.
La radioterapia aplicada a la cabeza y al cuello, a la pelvis o al abdomen se asocia también con este efecto adverso o con mucositis del tracto GI de grado 3 y grado 4 respectivamente, afectando a más del 50% de los pacientes.
En pacientes sometidos a radioterapia de cabeza y cuello, el dolor y la disminución de la función oral pueden persistir durante mucho tiempo tras la finalización de la terapia. Las dosis fraccionadas de radiación incrementan el riesgo de sufrir mucositis en > 70% de pacientes. La mucositis oral es especialmente profunda y prolongada en pacientes receptores de un TCMH que reciben irradiación 
1 indicación de intervenir. Según la OMS:
GRADO 0: Sin evidencias subjetivas u objetivas de mucositis
GRADO 1: Dolor oral con o sin eritema, sin úlceras
GRADO 2: Eritema y ulceración: puede tragar sólidos
GRADO 3: Eritema y ulceración: no puede tragar sólidos
GRADO 4: Eritema y ulceración: no puede alimentarse

## Patofisiología
La patofisiología de la mucositis se puede dividir en 5 fases:  inicio, fase de generación de mensajes, fase de señalización y amplificación, fase de ulceración, y fase de curación. La fase de inicio ocurre debido a la formación de radicales libres causados por la quimio o radioterapia, los cuales dañan el ADN celular. Esto conlleva a la producción de factores de transcripción celular como el NF-kB (factor nuclear Kappa-B), que desencadena una mayor producción de citocinas inflamatorias, lo que marca el inicio de la fase de ulceración. Las principales citocinas inflamatorias implicadas son la IL-1, IL-6 y el TNF-alfa. Durante la fase de curación, la zona de la úlcera atrae a las células epiteliales que comienzan el proceso de re-epitelización de la lesión.

## Manifestaciones clínicas
Los pacientes de cáncer que reciben quimioterapia normalmente presentan síntomas cuatro o cinco días después de iniciado el tratamiento y alcanzan un punto máximo alrededor del día 10, cuando presentan una lenta mejoría a lo largo de varias semanas. La mucositis asociada a la radioterapia suele aparecer a finales de la segunda semana de tratamiento y puede durar de seis a ocho semanas.
Como resultado de la muerte celular debida a la quimio o radioterapia, el revestimiento mucoso de la boca pierde grosor, lo que puede dar lugar a su desprendimiento y a enrojecimiento, inflamación y ulceración. Es posible que se forme un coágulo de fibrina de tono blanco-amarillento llamado pseudomembrana que acaba cubriendo las úlceras. Normalmente aparece eritema periférico. Las úlceras pueden medir de 0,5 cm hasta más de 4 cm.
La disgeusia, o alteración en la percepción del sentido del gusto, es un síntoma común, especialmente en aquellos pacientes a los que se les está administrando radioterapia concomitante en la zona del cuello y de la boca. Es un síntoma transitorio que ocurre debido al efecto del tratamiento sobre las papilas gustativas que se encuentran en la lengua. En ocasiones el sentido del gusto se recupera sólo parcialmente. Algunas quejas comunes relacionadas con este síntoma son la percepción de que la comida sabe demasiado dulce o amarga o la presencia continua de un sabor metálico.

## Diagnóstico
El diagnóstico se basa en los síntomas que sufre el paciente y en el aspecto de los tejidos bucales tras quimioterapia, trasplantes de médula ósea o radioterapia. La aparición en la boca de llagas o úlceras rojas que se asemejan a una quemadura es suficiente para determinar el diagnóstico de mucositis.
La gravedad de la mucositis oral puede evaluarse utilizando diferentes escalas de valoración. Dos de las más utilizadas son la escala de toxicidad oral de la Organización Mundial de la Salud (OMS) y los criterios de toxicidad común del Instituto Nacional del Cáncer (NCI-CTC, por sus siglas en inglés). Mientras que el sistema NCI puntúa el aspecto (eritema y ulceración) y la función (dolor y capacidad de ingerir sólidos, líquidos o nada a través de la boca) por separado, la puntuación de la OMS combina ambos elementos en una única puntuación que valora la gravedad de esta complicación en una escala de 0 (no presenta mucositis oral) a 4 (el paciente es incapaz de tragar, por lo cual necesita nutrición complementaria). Otra escala desarrollada en 1999, la escala de valoración de la mucositis oral (OMAS, por sus siglas en inglés), ofrece una valoración objetiva de la mucositis oral basada en la evaluación del aspecto y grado de enrojecimiento y ulceración en varias zonas de la boca

## Tratamiento
El tratamiento de la mucositis es principalmente de apoyo. La higiene bucal es el eje central del tratamiento; a los pacientes se les aconseja que se laven la boca con regularidad y antes de acostarse, y más a menudo si la mucositis empeora. Se pueden utilizar geles solubles en agua para lubricar la boca. Un enjuague bucal con sal puede aliviar el dolor y eliminar las partículas de comida con el fin de evitar infección. También se recomienda a los pacientes que beban líquidos en abundancia y que eviten el consumo de alcohol. Los cítricos, el alcohol y los alimentos picantes empeoran las lesiones de la mucositis. Se pueden utilizar enjuagues bucales medicinales, como por ejemplo el gluconato de clorhexidina y la lidocaína viscosa, para aliviar el dolor. La palifermina es un factor de crecimiento de queratinocitos (KGF, por sus siglas en inglés), que ha demostrado aumentar la proliferación, diferenciación y migración de las células epiteliales que revisten la boca y el tubo digestivo. Se conocen casos en los que se han administrado terapias experimentales tales como el uso de citocinas y otros modificadores de la inflamación (por ejemplo, IL-1, IL-11, TGF-beta-3), suplementos de aminoácidos (por ejemplo, glutamina), vitaminas, factores de estimulación de colonias, crioterapia y terapia láser. El uso de agentes barrera, que actúan como protección de las terminaciones nerviosas expuestas, puede proporcionar alivio sintomático del dolor de la mucositis oral, aunque no la previene ni la trata. Caphosol es un enjuague bucal con estudios clínicos publicados que han demostrado su eficacia en la prevención y en el tratamiento de la mucositis oral causada por la radiación y por altas dosis de quimioterapia, reduciendo la frecuencia, intensidad y duración de la mucositis oral, incluso en pacientes sometidos a TCMH.

## Complicaciones
Las llagas o úlceras pueden infectarse debido a virus, bacterias u hongos que pueden dar lugar a infección local o servir como portal de entrada para la flora oral, lo cual, en algunos casos, puede causar septicemia (especialmente en pacientes inmunodeprimidos). Los pacientes que reciben quimio y/o radioterapia pueden llegar a desarrollar una mucositis oral tan grave que se convierta en dosis-limitante, de tal manera que puede obligar a modificar e incluso a suspender temporalmente el tratamiento del cáncer del paciente, lo que compromete su pronóstico.